# MASAKIの「チア〜ズ!!」
MASAKIの「チア〜ズ!!」 は、2007年10月6日から2008年3月29日までKBCラジオで放送していた夜の音楽番組である。
パーソナリティはMASAKI。

## 放送時間
- 土曜日：21:30〜22:55(JST)

## コーナー
- マンスリージャック･･･アーティストとトークをしたり、月替わりで番組の推薦曲をかけるコーナー。
- ミュージックサーフィン･･･今後発売される新曲を数曲紹介するコーナー。
- チア〜ズ ボイス･･･リスナーと電話をつなぎ、トークをするコーナー。
- MASAKI'Sセレクト･･･MASAKIがとっておきの1曲を紹介するコーナー。
- KBC朝日新聞ニュース（21:55頃）
- KBC天気予報（21:57頃）